# Elçin Zehra İrem
Elçin Zehra İrem (* 2002 in Istanbul) ist eine türkische Schauspielerin.

## Leben und Karriere
İrem wurde im Jahr 2002 in Istanbul geboren. Zunächst arbeitete sie als Fotomodell. Ihr Debüt gab sie 2022 in dem Film Merkez. Von 2022 bis 2023 bekam sie in der Fernsehserie Hicran eine Hauptrolle. Außerdem war sie 2023 in dem Film Babasının Kızı zu sehen. 
Unter anderem trat İrem in der Serie Safir auf. Zwischen 2023 und 2024 trat sie in der Serie Kardeşlerim auf. 2024 war sie in einer Folge in Hudutsuz Sevda zu sehen.

## Filmografie
Filme
- 2022: Merkez
- 2023: Babasının Kızı

Serien
- 2022–2023: Hicran
- 2023–2024: Kardeşlerim
- 2023: Safir
- 2024: Hudutsuz Sevda